# Ohla
Ohla är en ö i Finland. Den ligger i kommunen Kalajoki och landskapet Norra Österbotten, i den centrala delen av landet, 400 km norr om huvudstaden Helsingfors.